# خالد حوراني
خالد عبد الفتاح محمد حوراني (وُلد في 20 سبتمبر 1965) هو رسام وقَيم وناقد فني فلسطيني، مؤسس لأكاديمية الفنون الدولية في رام الله. ولد في مدينة الخليل، حصل على جائزة "الإبداع للفن والتغيير الاجتماعي" من مؤسسة «كرييتيف تايم» في نيويورك سنة 2013. في العام 2019 صدر له كتاب بعنوان "البحث عن جمل المحامل". وهو عضواً في مجلس إدارة متحف ياسر عرفات.

## حياته العملية
من أبرز محطات حياته العملية ودوره بالفن الفلسطيني:
- المصمم الجرافيكي لمجلة "الكرمل" الثقافية التي كان يديرها ويترأس تحريرها الشاعر محمود درويش خلال الفترة (1998- 2009).
- مدير عام لدائرة الفنون الجميلة في وزارة الثقافة الفلسطينيّة خلال الفترة (2004- 2006).
- المدير الفنّي للأكاديميّة الدوليّة للفنون في فلسطين خلال الفترة (2007- 2010).
- المدير الإداري للأكاديميّة الدولية للفنون في فلسطين خلال الفترة (2010- 2013).
- عمل منسقًا لعدد من المعارض الفنية في فلسطين والخارج.

## مشاريعه
من مشاريعه الفنية:
- مشروع بيكاسو في فلسطين سنة 2011.
- مشروع القدس على مرمى حجر سنة 2017.
- قصة البطيخة (2007) الذي يتضمّن سلسلة من أعمال مطبوعة بالشاشة الحريريّة باستعمال ألوان العلم الفلسطيني التي كان يمنع استخدامها.

## المعارض الفنية
شارك في معارض محلية ودولية منها:
- معرض الحقبة الزمنية في مركز خليل السكاكيني 1999 في رام الله.
- حمار وحشي (2009) الذي يتأمّل في الحياة تحت الاحتلال عبر قصّة حديقة حيوانات غزّة التي حوّلت حمارين إلى حمارين وحشيين.
- معرض جمع تكسير.
- معرض استرجاعي لأعماله في مركز الفنون المعاصرة في غلاسكو وغاليري ون في 2014 في رام الله.
- معرض في دارة الفنون في عمّان بالأردن، سنة 2017.